# Ala-Nampajärvi
Ala-Nampajärvi eller Alanampajärvi är en sjö i Finland. Den ligger i kommunen Rovaniemi i landskapet Lappland, i den norra delen av landet, 700 km norr om huvudstaden Helsingfors. Ala-Nampajärvi ligger 132,1 meter över havet. Den är 9,8 meter djup. Arean är 4,01 kvadratkilometer och strandlinjen är 18,11 kilometer lång. Sjön  ingår i Kemi älvs huvudavrinningsområde.   I sjön finns bland annat ön Kuusisaari.